# てるてる坊主 (テレビドラマ)
『てるてる坊主』（てるてるぼうず）は、1971年6月7日から9月27日までフジテレビ系で放映されたテレビドラマである。放送時間は毎週月曜 21:00 - 21:56 （日本標準時）。

## 概要
主な舞台は東京にあるスーパーマーケット「山野辺」。そこの主人であっけらかんとして楽天家の母親・澄の元で同居するのは、それぞれ全て父親が違って性格も特徴も違う四人の兄弟。澄は戦中から戦後にかけて四人の男性と結婚するもいずれも死別。その四人の男性との間に一人ずつ四人の男の子をもうけ、これが翼・怒・叫・響の四人の異父兄弟である。四人は澄に五度目の結婚をさせようと働きかけるが…。そんな兄弟と母親との奇妙な母性愛を中心に明るいタッチで描いたホームドラマ。
視聴率は最初20％台を記録するも、回を追うごとにそれはダウンし、1971年7月の時点では7 - 8％台にまでに下がっていた。制作サイドとしては予定通り26回までやるつもりということだったが、結局途中の9月いっぱいで打ち切られた。

## 出演
- 山野辺澄：高峰三枝子
- 長男・翼：高橋悦史
- 次男・怒：田村亮
- 三男・叫：なべおさみ
- 四男・響：石橋正次
- 雪村静（翼の恋人）：山本陽子
- 月丘円（怒の恋人）：城野ゆき
- 坂本久子（スーパー店員）：寺島信子
- 大津三郎（スーパー店員）：岩上正宏
- 山形多美子（スーパー店員）：佐藤耀子
- 竹造（古本屋主人）：大森義夫
- 松男（碁将棋会所主人）：三代目江戸家猫八
- 梅介（不動産業社長）：名古屋章
- スーパーの客：石井富子
- スーパーの客：小川映子
- スーパーの客：朋の会
- 篠崎修平：芦田伸介
- ほか

## スタッフ
- 脚本：佐々木守
- 音楽：冬木透
- 演奏：新室内楽団
- 主題歌
  - 作詞：福本義人
  - 作曲：冬木透
  - 歌：清ルミ
- 美術：北川勇
- 技術：中村順二郎
- 照明：本間利明
- カメラ：秋場武男
- 音声：本田毅
- 映像：柳下茂
- VTR：今井英夫
- 音響効果：奥重光則
- 視覚効果：津久井正雄
- タイトル：加藤啓次
- 番組デスク：松尾嘉之
- 進行：内山逸巳
- 装飾：相馬徹
- 衣裳：松原左千子
- メーク：的場静江
- かつら：田村滋男
- 演出：橋本信也
- 制作：テレパック、フジテレビ